# Twenty Minutes of Love
Twenty Minutes of Love este un film de comedie american mut din 1914 produs de Keystone Studios. Este recunoscut în general ca fiind primul film regizat de Charlie Chaplin; în timp ce unele surse îl numesc pe Joseph Maddern ca fiind regizorul acestui film.

## Distribuție
- Charles Chaplin – Pickpocket
- Minta Durfee – Woman
- Edgar Kennedy – Lover
- Gordon Griffith – Boy
- Chester Conklin – Pickpocket
- Josef Swickard – Victim
- Hank Mann – Sleeper[4]

## Legături externe
- Twenty Minutes Of Love pe YouTube
- Twenty Minutes of Love la TCM Movie Database
- Twenty Minutes of Love la Internet Movie Database
- Twenty Minutes of Love la Allmovie
- Twenty Minutes of Love la Rotten Tomatoes